# Notharctinae
De Notharctinae zijn een onderfamilie van uitgestorven halfapen behorend tot de familie Notharctidae van de Adapiformes. Deze dieren leefden tijdens het Eoceen in Noord-Amerika.

## Geslachten
Tot de Notharctinae behoren zes geslachten:
- Cantius – Wasatchian
- Pelycodus – Wasatchian
- Copelemur – Wasatchian en Bridgerian
- Notharctus – Wasatchian, Bridgerian en Vroeg-Uintan
- Smilodectes – Bridgerian
- Hesperolemur – Vroeg-Uintan

## Ontwikkeling
De oorsprong van de Notharctinae lag in de Oude Wereld met een mogelijke fossiele vondst van Cantius in Frankrijk uit het Laat-Paleoceen. Tijdens het Paleocene-Eocene Thermal Maximum migreerde Cantius vanuit Europa via landbruggen in de regio van Groenland naar Noord-Amerika. In het Vroeg- en Midden-Eoceen was Noord-Amerika bedekt met uitgestrekte regenwouden, waar de Notharctinae goed gedijden. In het verloop van het Uintan stierf de groep uit ten gevolge van klimaatsveranderingen. Het mondiale klimaat werd in deze periode droger en koeler, wat ertoe leidde dat het leefgebied van de Notharctinae plaatsmaakte voor gematigde open bossen en droge vlaktes.

## Kenmerken
De halfapen uit de Notharctinae hadden een vergelijkbare lichaamsbouw en leefwijze als de hedendaagse maki's van Madagaskar. Het waren boombewonende dieren. Het formaat van deze dieren varieerde van dat van een halfmaki (Cantius, 1100 gram) tot dat van een indri (Notharctus, 6900 gram). De Notharctinae hadden een lange, brede snuit. Dankzij de flexibele rug en de tot grijporganen ontwikkelde grote tenen en duimen konden ze zich gemakkelijk door de bomen verplaatsen. Gezien de kleine oogkassen aan de voorzijde van de kop, waren het waarschijnlijk dagactieve dieren die goed afstand konden schatten door een stereoscopisch gezichtsveld. Dit laatste kwam goed van pas bij het springen van boom tot boom. Er zijn enige aanwijzingen voor afname van de reukzin ten faveure van de visus bij de Notharctinae. Het skelet van Notharctus wijst op een bewegingspatroon dat overeenkomt met dat van maki's. Bovendien was er bij dit dier sprake van seksueel dimorfisme, wat er mogelijk op wijst dat Notharctus in sociale groepen leefde. De tanden wijzen op een frugivoor dieet bij de vroege vormen zoals Cantius en Pelycodus en een folivore leefwijze bij de latere vormen zoals Notharctus en Smilodectes.